# Габриеле
Габриэ́ле или Габрие́ле  (итал. и нем. Gabriele) — итальянское мужское, а также немецкое женское имя еврейского происхождения (от ивр. גַבְּרִיאֵל‎ — Габриэль/Габриель). Реже встречается в виде фамилии.
Габриеле в немецком языке — производное от мужского имени Га́бриель. В итальянском языке Габриэле — мужская форма немецкого имени Габриель (женская форма в итальянском языке — Габриэла/Габриела).
В начале XX века имя Габриеле в Германии практически не использовалось. В середине 1940-х годов имя начало набирать популярность. С начала 1950-х до начала 1960-х годов имя входило в десятку самых популярных имён для девочек. С начала 1970-х годов его популярность резко упала, с 1980-х годов девочек практически не называют этим именем.

## Некоторые носители фамилии
- Габриэле, Коррадо (род. 1966) — итальянский политик.
- Габриэле, Паоло (1966—2020) — камердинер папы римского Бенедикта XVI (2006—2012).
- Габриеле, Фабрицио (род. 1985) — итальянский гребец.
- Габриэле, Франческо (род. 1977) — итальянский футболист.